# Hannibal August von Schmertzing
Hannibal August von Schmertzing (ur. 13 października 1691 w Ehrenbergu, zm. 4 stycznia 1756) – królewsko-polski i elektorsko-saski szambelan i właściciel dóbr rycerskich. Wywodził się z saskiego rodu szlacheckiego Schmertzingów.